# Julien Duvivier
Julien Duvivier (Lille, 1896. október 8. – Párizs, 1967. október 29.) francia filmrendező, forgatókönyvíró. A némafilm korszakának, majd a hangosfilm első négy évtizedének jeles alkotója.
Közel fél évszázadot átfogó pályafutása alatt írt és rendezett filmdrámát, fantasztikus filmet, zenés filmet, vígjátékot, krimit és irodalmi műveket vitt filmre. Számos munkájából keserűség vagy olykor vigasztalan pesszimizmus árad. A francia „költői realizmus” (1930-as évek), illetve az ún. „fekete film” kiemelkedő képviselője.

## Filmrendezői pályája
A lille-i egyetemen tanult, de tanulmányait nem fejezte. Párizsba ment és 1916-ban az Odeon színházban színész lett. 1918-tól a Gaumont filmgyár asszisztenseként Louis Feuillade, André Antoine és Marcel L'Herbier rendezők mellett dolgozott.
1919-ben rendezte első önálló filmjét. Kezdetben vallásos melodrámákat forgatott, később Jules Renard regénye (Poil de Carotte, 1925), majd Zola regénye (Au bonheur des dames, 1929) alapján készített filmet.
A hangosfilm megjelenésekor nem a fényképezett színház módszerét választotta, mint sok más filmrendező, hanem a saját útját járta. Irène Némirovsky regényéből készítette első hangosfilmjét (A milliomos Golder), melynek sok jelenetét külső helyszínen (Biarritz-ban és környékén) vették fel. Ehhez Harry Baurt, a 20. század első felének egyik legnagyobb francia színészét szerződtette, akinek hangosfilmben ez volt első alakítása, és aki a rendező néhány későbbi filmjében is főszerepet kapott (Maigret felügyelő Georges Simenon La Tête d'un homme c. krimijének adaptációjában; Golem).
1934-ben Duvivier először kínált szerepet Jean Gabin-nek (Maria Chapdelaine), ezzel kezdődött hosszan tartó alkotói együttműködésük. Gabin első igazi filmsikerét a La bandérá-ban (Spanyol légió) aratta, melyben légionárius egyenruhában tűnt fel. Duvivier mellett a forgatókönyvet Jacques Feyder és Marcel L'Herbier korábbi alkotótársa, Charles Spaak írta, akivel a rendező később is gyakran dolgozott együtt.
Következő két filmje: a Szajna-parti szerelem (La Belle équipe) és főként Az alvilág királya  (Pépé le Moko) az 1930-as évek második felének francia filmjeit jellemző ún. „költői realizmus”, illetve a „fekete film” két reprezentatív alkotása. A Szajna-parti szerelem az akkori franciaországi politikai helyzet, a Népfront győzelmével kapcsolatos várakozások, illetve kétségek légkörében született: öt barát összeáll, hogy lottón nyert pénzükön vendéglőt létesítsenek, de kezdeti sikerek után a baráti társaság végül szétesik. A második film egzotikus díszletek között, Algír külvárosában játszódik, hőse francia gengszter (Jean Gabin alakítja). „Az alvilág királyát a lírai realizmus origójaként értékelik a filmtörténetek, de legalább ennyire tekinthető a film noir nyitányának. … Az alvilág királya kivált a fatalizmusával kapcsolódik a – korai – noirokhoz, azzal, hogy a hős bukását a fájdalmasan vágyott nő iránti szenvedélye előlegezi meg.”
Ezek az évek Duvivier filmrendezői pályájának csúcspontját jelentik. A Táncrend (Un carnet de bal, 1937) még Az alvilág királya sikerét is fölülmúlta. Egy megözvegyült fiatalasszony régi táncrendje alapján fölkeresi húsz évvel korábbi táncpartnereit és csupa kudarcos életet, lecsúszott vagy kisszerű alakot talál. Itt jelenik meg először Duvivier-nél az epizódok lazán összefüggő sorozatából összeálló szerkesztési mód, amit a rendező néhány későbbi munkájában is alkalmazott.
1938-ban az Metro-Goldwyn-Mayer meghívására az Egyesült Államokba utazott, ott készítette a ifj. Johann Strauss karrierjének felíveléséről szóló, rendkívüli sikert aratott A nagy keringőt. „Duvivier a biztos közönségsikert hozó jeles mesterember szerepében teremt iskolát Hollywoodban (A nagy keringő, The great waltz).” Következő jelentős munkája, a már ismét otthon forgatott Hulló csillagok (La Fin du jour), Michel Simonnal és Louis Jouvet-vel a főszerepben. Ez is művészekről szól, de ezúttal nem a karrierjük csúcsára jutó, hanem annak végére ért, nyugdíjasok házában élő színészekről; a „nagy keringő” lágy dallamaival szemben ebből a filmből keserűség árad.
A világháború kitörése után, 1940-ben Duvivier történelmi témához nyúlt (Untel père et fils). Az 1871-es francia–porosz háború idején játszódó családi dráma – korabeli analógiái miatt – a  Vichy-kormány idején nem kerülhetett a nézők elé. 1943-ban Amerikában mutatták be The Heart of a Nation címmel, Franciaországban először csak 1945-ben vetítették.
Az ország német megszállása idején sok kortársával együtt Duvivier is emigrációban folytatta pályáját. Az Egyesült Államokban készített filmjei közül kettő korábbi filmjeinek újra alkotása („remake”). Az egyik Az alvilág királya, az új változat címe: The imposter (L'imposteur), ismét Jean Gabin-nel, aki a német megszállás elől szintén Amerikába távozott; a másik a Táncrend (az új változtaban: Lydia), Merle Oberonnal a főszerepben. A Tales of Manhattan a Táncrendhez hasonlóan epizódfilm korabeli nagy sztárok, többek mellett Rita Hayworth, Charles Laughton, Charles Boyer, Henry Fonda közreműködésével. Írói között ott találjuk Molnár Ferencet és Vadnay Lászlót is.
A háború után hazai földön készített  Panique talán Duvivier legsötétebb, kilátástalanságot árasztó filmje, nem is aratott sikert. A következő egy-két évben külföldön dolgozott: Angliában – Anna Karenina (1948) Vivien Leigh-vel a címszerepben –, és Spanyolországban (Black Jack). Azután végig újra Franciaországban forgatott.
Későbbi munkáit a filmtörténet kevésbé jelentősnek tartja. Csaknem ötven évig tartott filmrendezői pályáján közel hetven filmet írt, rendezett, illetve írt és rendezett. 1967-ben egy autóbaleset miatt fellépett szívroham következtében hunyt el Párizsban.
Azon tekintélyes filmrendezők közé tartozott, akiknek filmkészítési módszerét („a papa moziját”) meghaladva az „új hullám” kialakult, és a francia film újra a világ filmművészetének élvonalába emelkedett.

## Rendezői munkái

### Némafilmek
- 1919: Haceldama ou le Prix du sang
- 1920: La Reincarnation de Serge Renaudier
- 1922: Les Roquevillard
- 1922: L’Ouragan sur la montagne
- 1923: Le Reflet de Claude Mercœur
- 1924: La Machine à refaire la vie
- 1924: Credo ou la tragédie de Lourdes
- 1924: L’Œuvre immortelle
- 1924: Cœurs farouches
- 1925: Csutak úrfi, Poil de carotte
- 1925: L’Abbé Constantin
- 1926: L’Homme à l’hispano
- 1927: Le Mystère de la tour Eiffel
- 1927: Le Mariage de Mademoiselle Beulemans
- 1927: L’Agonie de Jérusalem
- 1928: Le Tourbillon de Paris
- 1929:  La Vie miraculeuse de Thérèse Martin
- 1929: Maman Colibri
- 1929: La Divine croisière

### Hangosfilmek
- 1930: A milliomos Golder, David Golder
- 1930: Au Bonheur des Dames
- 1931: Les Cinq gentlemen maudits
- 1932: Allo Berlin? Ici Paris!
- 1932: La Vénus du collège
- 1932: Csutak úrfi,  Poil de carotte (remake: az 1925-ös némafilmből)
- 1933: La Tête d’un homme
- 1933: Le Petit roi
- 1933: La Machine à refaire la vie (remake: az 1924-es némafilmből)
- 1934: Le Paquebot Tenacity
- 1934: Maria Chapdelaine
- 1935: Golgotha
- 1935: Spanyol légió, La Bandera
- 1936: Gólem, Le Golem
- 1936: Szajna-parti szerelem, La Belle équipe
- 1937: L’Homme du jour
- 1937: Az alvilág királya, Pépé le Moko
- 1937: Táncrend, Un carnet de bal
- 1938: A nagy keringő, The Great Waltz (Amerikában)
- 1939: Hulló csillagok, La Fin du jour
- 1939: A halál kocsisa La charrette fantôme
- 1941: Lydia  (remake: a Táncrend-ből; Amerikában)
- 1942: Egy frakk története (Tales of Manhattan) (Amerikában)
- 1943: Bűn és szerelem (Flesh and Fantasy) (Amerikában)
- 1943: Három nemzedék (Untel père et fils) (1940-ben Franciaországban forgatott, de először Amerikában, 1943-ban bemutatott film)
- 1944: The Impostor (remake: Az alvilág királyá-ból; Amerikában)
- 1946: Pánik (Panique)
- 1948: Karenina Anna (Anna Karenina) (Angliában)
- 1949: Au royaume des cieux
- 1950: Black Jack (Spanyolországban)
- 1951: Sous le Ciel de Paris
- 1952: La Fête à Henriette
- 1952: Don Camillo (Le petit monde de Don Camillo)
- 1953: L’affaire Maurizius
- 1953: Don Camillo visszatér Le retour de Don Camillo
- 1955: Marianne de ma jeunesse
- 1956: Gyilkos idő Voici le temps des assassins…
- 1957: Az esőkabátos ember (L’homme à l’imperméable)
- 1957: Tisztes úriház (Pot-Bouille)
- 1958: Az asszony és a baba (La femme et le pantin)
- 1959: Különös találkozás (Marie-Octobre)
- 1960: Boulevard
- 1960: Das kunstseidene Mädchen / La Grande vie
- 1961: La chambre ardente
- 1962: Az ördög és a tízparancsolat (Le Diable et les Dix commandements)
- 1963: Chair de poule
- 1967: Üldözési mánia (Diaboliquement vôtre)